# Lycosa tarantula

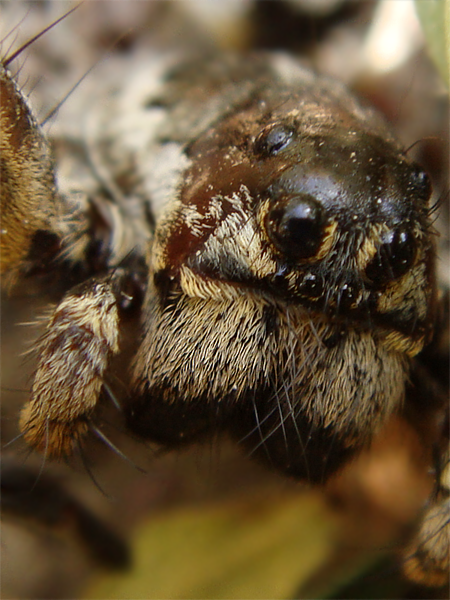
Imatge de prop

Lycosa tarantula és una aranya, la primera que va rebre el nom de Taràntula, ja que es troba al voltant de Tàrent, Itàlia.
La picada d'aquesta aranya és l'origen del moviment musical tarantel·la encara que la seva picada té un efectes molt menors que altres aranyes del sud d'Itàlia en particular Latrodectus tredecimguttatus (vídua negra europea) que entra en contacte més fàcilment en els humans i segurament aquesta en realitat és l'origen de la creença popular de la tarantel·la.

## Descripció
Les femelles fan uns 27 mm de llargada i els mascles uns 19 mm. Com altres aranyes de la seva família les cries d'aranya es fixen al cos de la mare i van amb elles fins que són prou madures. Fan forats a terra on les femelles passen tota la seva vida. Els mascles viuen uns dos anys i moren poc després d'arribar a la maduresa sexual. Les femelles poden viure quatre anys o més. A l'hivern hibernen dins els seus forats.
Són d'hàbits nocturns i esperen les seves preses als seus forats cosa que fa difícil que els humans les trobin. A diferència de la família d'aranyes saltadores Salticidae que els agrada passejar-se per les mans humanes, aquesta espècie de taràntules, Lycosidae, tenen tendència a fugir dels animals grossos. Són difícils de capturar, ja que aquestes aranyes tenen bona vista i són ràpides.
El seu verí és en realitat poc perillós pels humans si fa o no fa com la picada d'una abella.

## Subespècies
- Lycosa tarantula carsica (Caporiacco, 1949)